# クリスティアン・ゴットリープ・ルートヴィッヒ

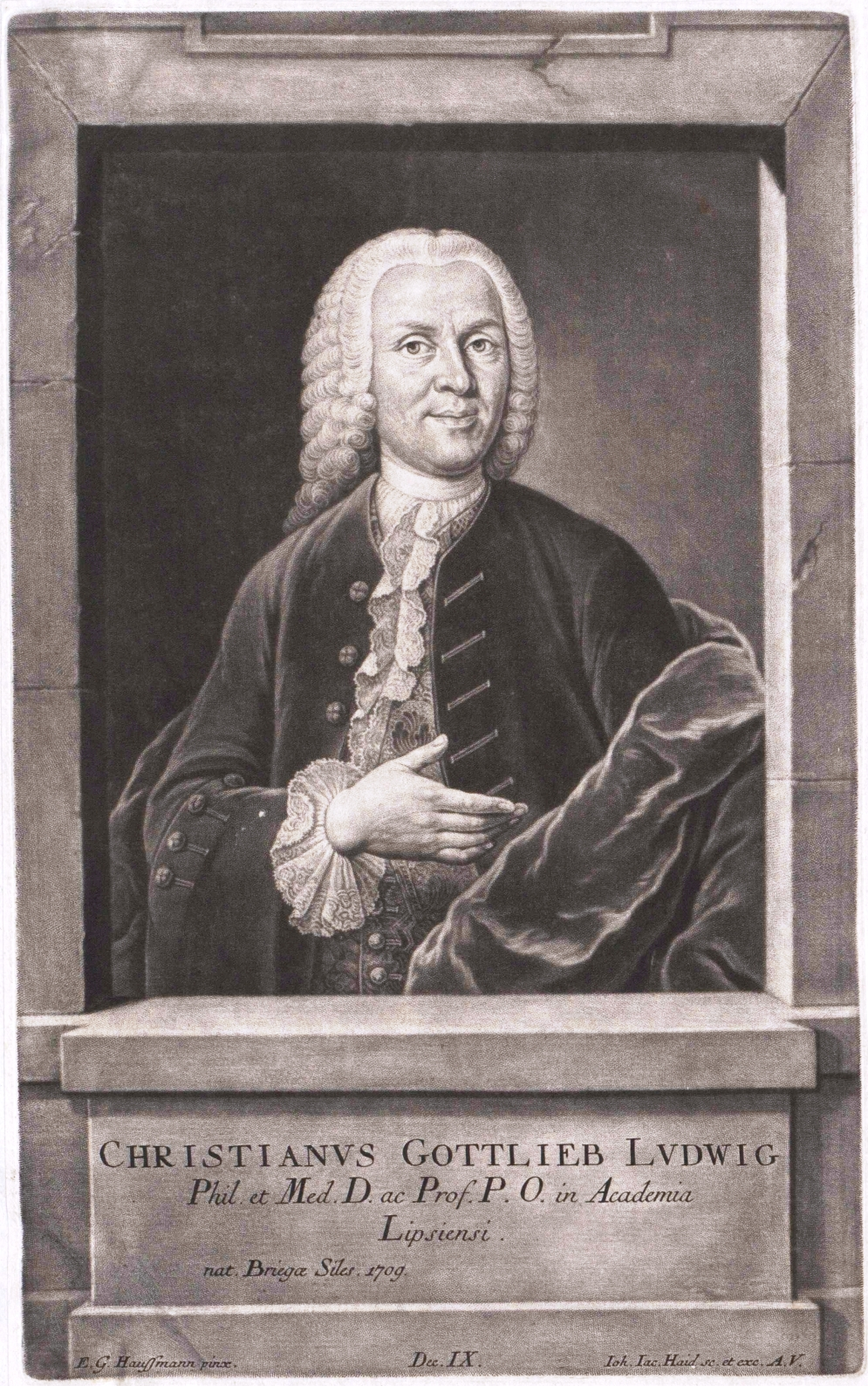
Christian Gottlieb Ludwig

クリスティアン・ゴットリープ・ルートヴィッヒ（Christian Gottlieb Ludwig、1709年4月30日 - 1773年5月7日）はドイツの医師、植物学者である。1731年から1733年に行われた、北アフリカ探検に参加した。

## 略歴
シレジアのブリエーヒ（Brieg 現在のポーランド・ブジェク（Brzeg））の靴職人の息子に生まれた。1728年から、ライプツィヒ大学で医学と博物学、特に植物学を学ぶが、学費不足で卒業することはできなかった。1831年にザクセン選帝侯、フリードリヒ・アウグスト1世の命令で、王室の驚異の部屋に収める珍しい動物標本や植物などを集めるための、ヨハン・エルンスト・ヘーベンシュトライト（Johann Ernst Hebenstreit）を隊長とする探検隊の隊員に選ばれた。探検隊は1731年10月、ライプツィヒを出発し、マルセイユからアルジェで船を乗り継ぎ、現在のチュニジアのチュニスに至った。ルートヴィッヒはチュニス近郊で植物調査を行い、本隊はトリポリに向かった。1733年4月に探検隊はマルセイユに戻った。国王はその年の2月に没していたため、探検は中止となり、ライプツィヒに帰還した。彼らの集めた標本は1848年革命がドレスデンに波及した時に失われた。ルートヴィッヒはライプツィヒに帰還した後、大学に戻り、1733年に大学を卒業した。1736年から講師となり、1737年にヴァルター（Augustin Friedrich Walther）のもとで博士号を得て、1740年に非常勤教授、1747年に解剖学、外科の教授となった。
カール・フォン・リンネと同時代の学者で、植物分類学に関して手紙のやり取りをし、植物学に関する著書も多い。リンネはアカバナ科の植物の属名、Ludwigia（和名:チョウジタデ属）にルートヴィッヒの名前をつけた。
息子のChristian Ludwig (1749-1784)は医師となり、イギリスの化学者、ジョゼフ・プリーストリーの実験について翻訳した。

## Schriften
- De vegetatione plantarum marinarum (1736)
- De sexu plantarum (Dissertation, 1737); Lipsiae: Ex officina Langenhemiana.
- De deglutitione naturali et praeposterea… Leipzig, 1737 (Dissertation unter Augustin Friedrich Walther)
- Definitiones plantarum in usum auditorum. Leipzig, 1737
- Institvtiones historico-physicae regni vegetabilis in usum auditorum adornatae… Leipzig, Johann Gottlieb Gleditsch, 1742.
- Institutiones medicinae clinicae praelectionibus academicis accomodatae (1758)
- De lumbricis intestina perforantibus (1761)
- Ectypa vegetabilium (1760–1764); (ein bekanntes Werk mit Naturselbstdruck-Abbildungen)
- Adversaria medico-practica (3 Bände 1769–1773)
- Commentarii de rebus in scientia naturali et medicina gestis (Zeitschrift 1752–1806, Mitgründer)
- Anleitung zur rechtlichen Arzeneikunde : nach der zwoten vermehrten Ausgabe des Herrn Ernest Gottlob Bosens übersetzt. Leipzig : Gleditsch, 1779. Digitalisierte Ausgabe der Universitäts- und Landesbibliothek Düsseldorf